# Emilio Fizel
Emilio Pablo Jorge Fizel (Avellaneda, 4 agosto 1923 – ...) è stato un calciatore argentino, di ruolo attaccante.

## Caratteristiche tecniche
Giocava come centravanti.

## Carriera

### Club
Fizel giocò la sua prima annata nel calcio professionistico con il Quilmes: in due stagioni in seconda serie giocò 3 partite (rispettivamente 1 nel 1940 e 2 nel 1941). Nel 1944 passò al San Lorenzo, in massima serie: esordì il 7 maggio 1944 contro il Boca Juniors. Con la formazione rosso-blu tenne una elevata media realizzativa (0,63), giocando 19 partite nella Primera División 1944. Nel 1946 fu ceduto al Gimnasia di La Plata, e tornò dunque in seconda serie: con la nuova divisa esordì 6 aprile 1946 contro il Talleres realizzò molte reti, 50 in due stagioni (di cui 5 contro il Tiro Federal il 29 settembre 1946), e contribuì alla vittoria in Primera B nel 1947. Fu poi acquistato dal River Plate: in tre stagioni, dal 1948 al 1950, scese in campo per 25 volte, segnando 15 gol. Dal River passò al Nacional di Montevideo: questa fu la sua prima esperienza all'estero. In Uruguay realizzò 7 gol. Lasciato il Nacional, giunse in Messico nel marzo 1954, firmando per l'América di Città del Messico. In quello stesso anno si rese determinante per la vittoria in Copa México, ottenuta ai tiri di rigore contro il Chivas di Guadalajara. Giocò anche in due edizioni del Campeón de Campeones, la supercoppa del Messico, perdendo quella del 1954 e vincendo quella del 1955.

## Palmarès
- Primera B Nacional: 1

Gimnasia: 1948
- Copa México: 2

América: 1953-1954, 1954-1955
- Campeón de Campeones: 1

América: 1955